# Копрология

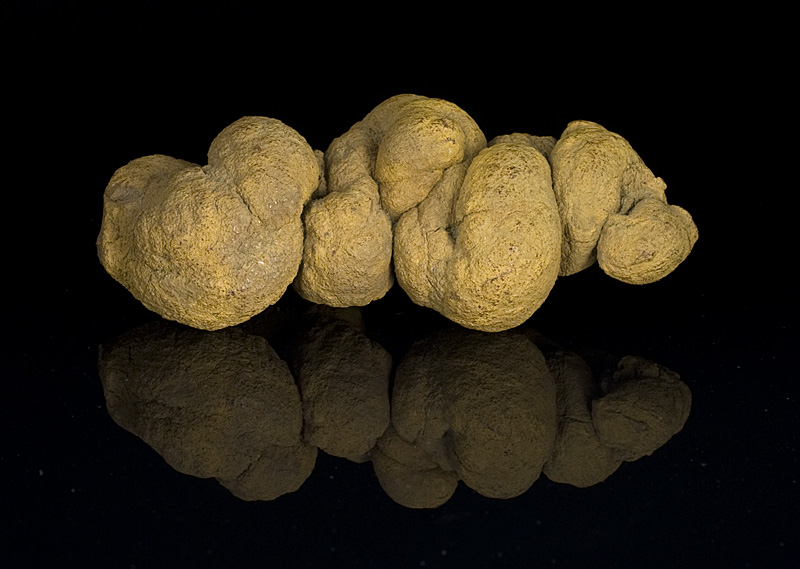
Ископаемый предмет изучения

Копроло́гия (греч. κόπρος [kopros] «навоз, кал» + λόγος «учение, наука») — научное исследование испражнений, прежде всего, с биологической и медицинской точки зрения. Копрологическое исследование производится, к примеру:
- в зоологии — для анализа питания соответствующих видов животных,
- в палеонтологии — для изучения копролитов, то есть ископаемых испражнений вымерших животных,
- в археологии — для определения привычек питания, прежде всего, исследование содержимого выгребных ям,
- в медицине, в частности в паразитологии — для получения информации о возможных заболеваниях.

Близкородственное понятие скатоло́гия обозначает скорее изучение роли испражнений с культурной и психологической точки зрения. Сюда относится изучение:
- упоминаний испражнений в литературе и культуре, в частности фекальный язык и туалетный юмор (форма языковой привычки, когда в речи употребляются слова, связанные с органами испражнения или фекалиями).
- сексуальных девиаций, связанных с испражнениями: копрофилия, копрофагия и т. д.